# Nilobezzia discolor
Nilobezzia discolor är en tvåvingeart som först beskrevs av Johannes Cornelis Hendrik de Meijere 1907.  Nilobezzia discolor ingår i släktet Nilobezzia och familjen svidknott.